# Aleiodes dakotensis
Aleiodes dakotensis är en stekelart som beskrevs av Fortier 2007. Aleiodes dakotensis ingår i släktet Aleiodes och familjen bracksteklar. Inga underarter finns listade i Catalogue of Life.